# Politique étrangère du Liberia

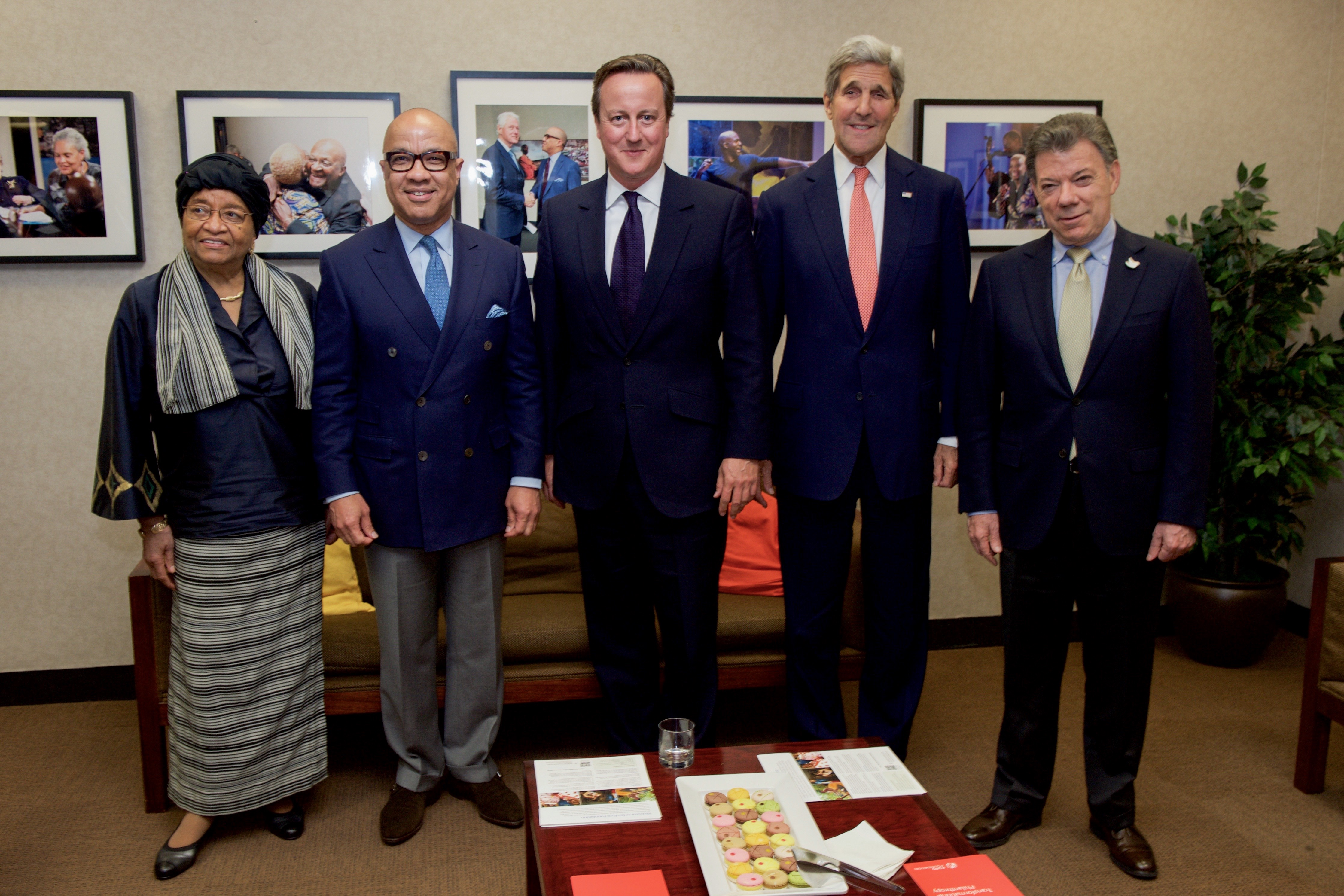
Le secrétaire d'État américain John Kerry pose avec la présidente libérienne Ellen Johnson Sirleaf, le président de la Fondation Ford Darren Walker, le Premier ministre britannique David Cameron et le président colombien Juan Manuel Santos avant de participer à un événement de la Fondation Ford à New York, New York, le 27 septembre. 2015.

Le Liberia a globalement toujours entretenu des relations cordiales avec les pays occidentaux. Actuellement, il entretient des relations diplomatiques avec la Libye et Cuba. La Guinée et la Sierra Leone ont accusé le Liberia de donner refuge à des forces rebelles qui lançaient des attaques meurtrières vers ces deux pays.
Le 12 octobre 2003, le Liberia a rompu ses relations diplomatiques avec la république de Chine pour renouer avec la république populaire de Chine, ce qui fut largement perçu comme un fruit du lobbying de la Chine populaire auprès des Nations unies. Les dernières relations diplomatiques avec Pékin remontaient à 1989, lorsque Taipei offrit 200 millions de dollars d'aide pour l'éducation et les infrastructures, en échange d'une reconnaissance.
Le Liberia est membre fondateur des Nations unies ainsi que membre de l'Organisation de l'unité africaine (OUA), de la Communauté économique des États de l'Afrique de l'Ouest (ECOWAS), de la Banque africaine de développement (BAD), de l'Union du fleuve Mano avec la Sierra Leone et la Guinée, du mouvement des non-alignés et de la Cour pénale internationale (avec un accord bilatéral d'immunité en faveur des militaires américains).

## Relations entre le Liberia et les États-Unis
Les relations du Liberia avec les États-Unis remontent aux années 1820, avec l'arrivée du premier groupe de colons américains. Les États-Unis restèrent longtemps le plus proche allié du Liberia mais la guerre civile de 1989–1996, l'instabilité de la région, les violations des droits humains et divers problèmes de gouvernance ont envenimé les relations entre les deux pays. Les États-Unis ont imposé une interdiction de voyage aux anciens membres du gouvernement libérien qui ont soutenu le Front révolutionnaire uni, groupe rebelle de Sierra Leone.

## Conflits
- Conflits frontaliers avec la Sierra Leone, la Côte d'Ivoire et la Guinée ; le gouvernement ivoirien accuse le Liberia de soutenir les rebelles ivoiriens.

## Narcotiques
- Point de transit pour le marché de l'héroïne en provenance d'Asie du Sud Est.
- Point de transit pour le marché de la cocaïne en provenance d'Amérique du Sud.